# Lukov (ort i Tjeckien, Zlín)
Lukov är en ort i Tjeckien.   Den ligger i regionen Zlín, i den östra delen av landet, 260 km öster om huvudstaden Prag. Lukov ligger 310 meter över havet och antalet invånare är 1 725.
Terrängen runt Lukov är kuperad åt nordost, men åt sydväst är den platt. Runt Lukov är det tätbefolkat, med 343 invånare per kvadratkilometer. Närmaste större samhälle är Zlín, 8,3 km sydväst om Lukov. Trakten runt Lukov består till största delen av jordbruksmark.